# کامبریا (ویرجینیا)
کامبریا (به انگلیسی: Cambria) یک منطقهٔ مسکونی در ایالات متحده آمریکا است که در شهرستان مونتگومری، ویرجینیا واقع شده‌است. کامبریا ۶۴۰٫۰۹ متر بالاتر از سطح دریا واقع شده‌است.